# James Wilford
 (juin 2017).
James Wilford (vers 1516–1550) était un noble anglais. Il a participé au siège de Haddington pendant le Rough Wooing. Il était également membre du Parlement pour Barnstaple.

## Origines et famille
Il est le fils unique de Thomas Wilford (mort en 1553), un propriétaire du Kent, et de sa première épouse Elizabeth (morte avant 1531). 
Sa demi-sœur Cicely (morte en 1584) épousa Edwin Sandys, archevêque d'York.

## En Écosse
Il participe à la bataille de Pinkie Cleugh en 1547 et y est adoubé.
Il fortifie les Scottish Borders, occupées par les Anglais en 1548. Le 28 avril 1548, il arrive à Haddington et renforce les remparts de la ville. Le 3 juin, il mène un raid à Dalkeith et y capture James Douglas. Il retourne à Haddington à l'automne 1548 et doit faire face à la peste qui ravage la garnison.

### Capture
Wilford est capturé à Dunbar en janvier 1549. Le soldat français Jean de Beaugué raconte l'épisode de sa capture dans son livre Histoire de la Guerre en Écosse. La reine-mère Marie de Guise décrivit cette capture comme une « bonne prise » dans une lettre à son frère François de Guise. 
En juin 1549, Wilford fut emprisonné au château de Stirling puis est confié à la garde de Jane Stuart. Il est libéré en novembre 1549.

## Décès
Il retourne dans ses terres du Kent, à Gravesend en février 1550.
Il meurt en novembre 1550. Son éloge funèbre est prononcée par Myles Coverdale.